# Klášter Engelszell
Klášter Engelszell (latinsky Abbatia Cella Angelorum) je hornorakouský původně cisterciácký klášter, nyní trapistické opatství, stojící v blízkosti obce Engelhartszell, nedaleko Lince, v okrese Innviertel. V květnu roku 2023 oznámil generální opat řádu, Bernardus Peeters, že klášter bude zrušen.

## Dějiny kláštera

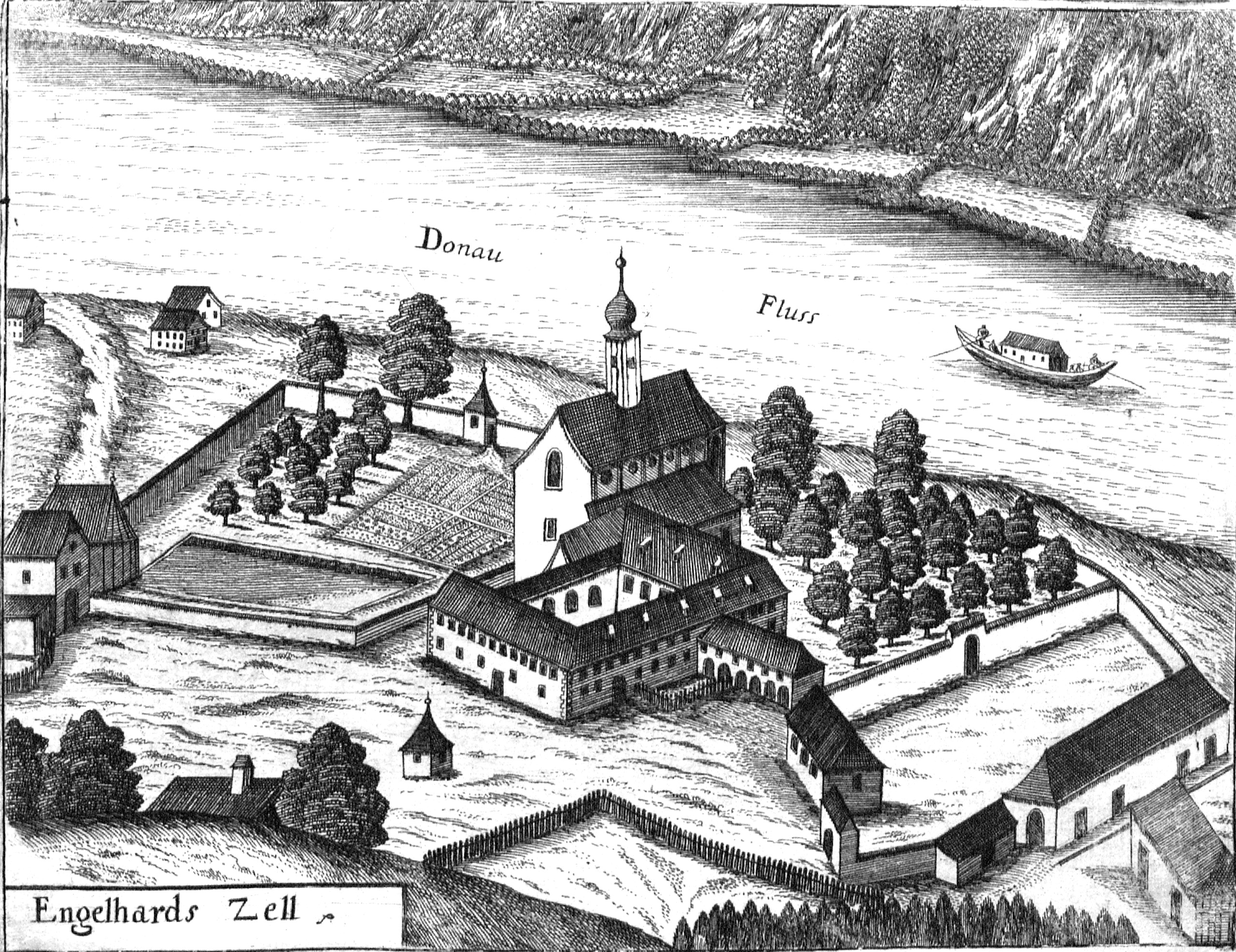
Pohled na klášter, rytina z roku 1674

Klášter Cella angelica (Andělská cela) byl založen jako filiace Wilheringu v roce 1293, kdy odtamtud přišlo 12 mnichů v čele s novým opatem. Po úspěšné kolonizaci dosud pustého území a zavedení prosperujícího zemědělství ve 14. století byl zřízen také hospic pro poutníky a cestovatele, na půli cesty mezi Eferdingem a Pasovem.
Doba reformace poznamenala klášter hospodářským a intelektuálním úpadkem. V roce 1571 morová epidemie zahubila během tří týdnů všechny mnichy i laiky, majetek kláštera i panského statku zůstal bez správy, klášter byl v letech 1577–1618 uzavřen. Po té sem postupně opět přicházeli mniši z Wilheringu.
V roce 1699 vyhořely všechny budovy kromě kapitulní síně a těžce poškozen byl i klášterní kostel. Zadlužený řád byl až do roku 1740 spravován z Wilheringu. Za opata Leopolda Reichla byla postavena barokní budova kláštera, kostel a některé přístavby. Pasovský kníže-biskup, hrabě Leopold Ernst von Firmian, vysvětil nově postavený kolegiátní kostel v roce 1764. Od roku 1785 patřil Engelhartszell do nově zřízené linecké diecéze, která byla za císaře Josefa II. oddělena od pasovské diecéze.
V následujícím, roce 1786 byl ovšem zrušen.
Roku 1925 budovy kláštera získali trapisté. Po anšlusu Rakouska byl klášter v roce 1939 zrušen a všech 73 mnichů uvězněno, z pěti mnichů deportovaných do koncentračního tábora čtyři zemřeli.

## Kostel Panny Marie

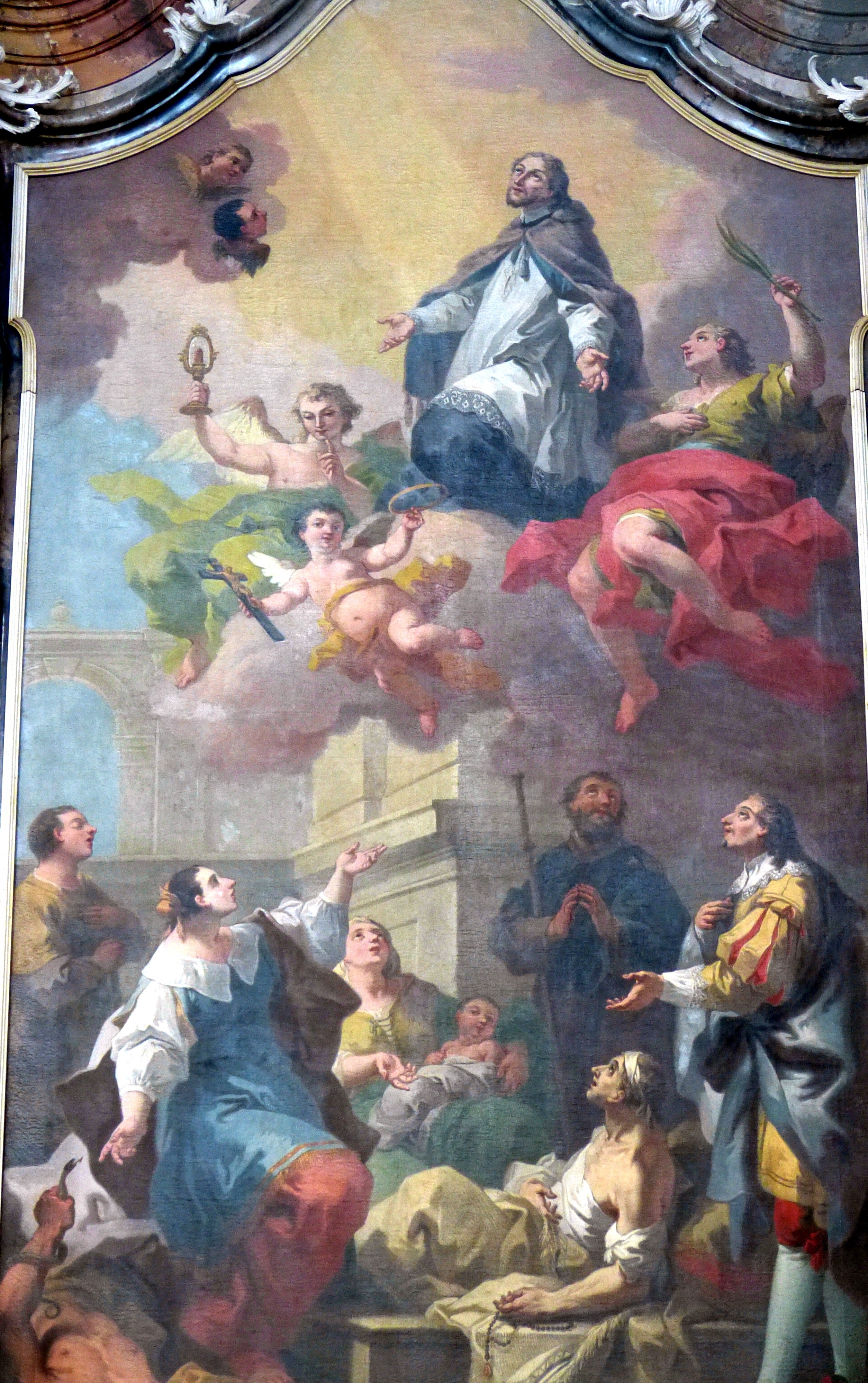
Oltář sv. Jana Nepomuckého, Bartolomeo Altomonte

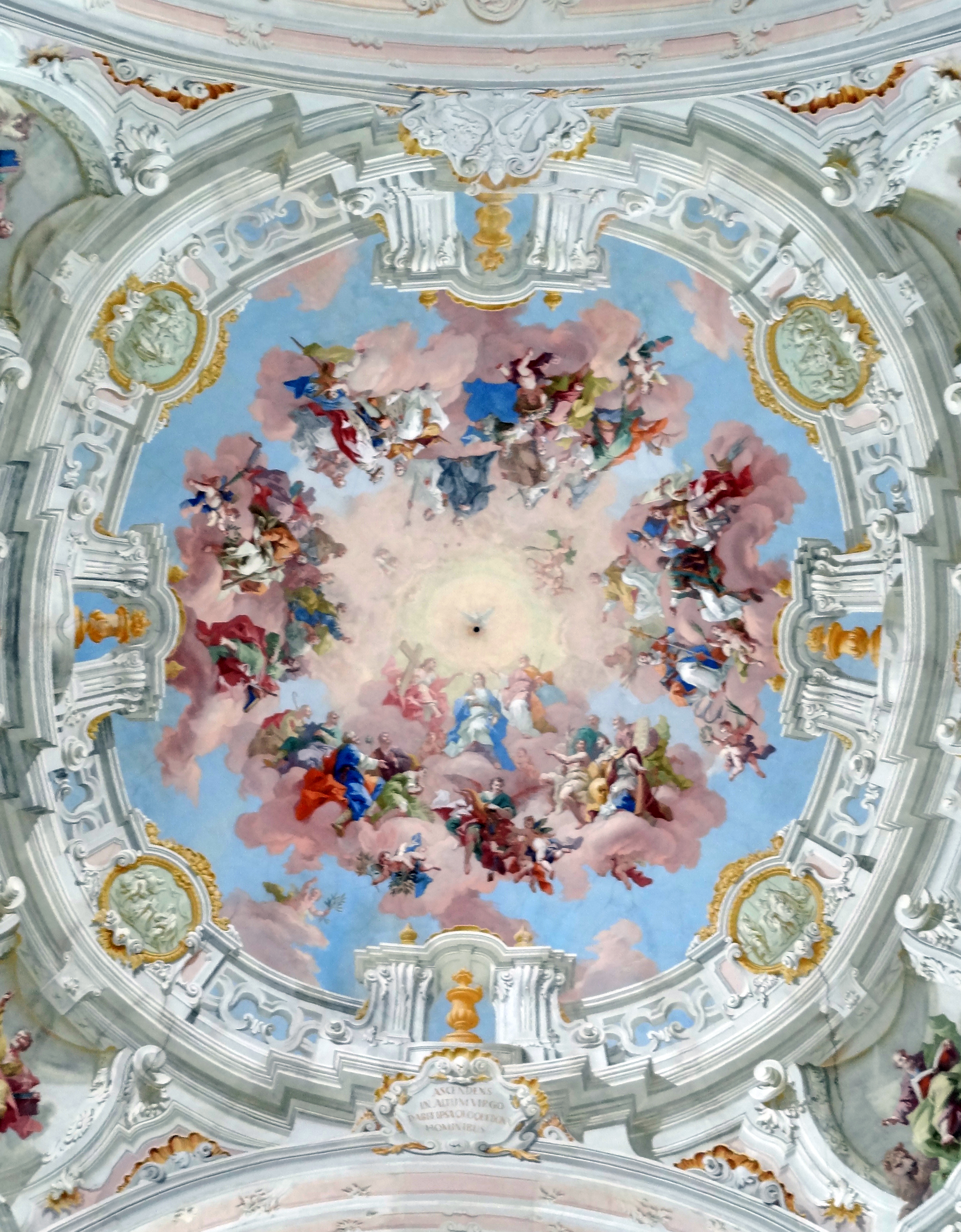
Freska Korunování Panny Marie na klenbě kostela

Na místě gotického mariánského chrámu dal v letech 1754–1764 opat Leopold Reichl postavit pozdně barokní kolegiátní kostel jako trojlodí se stlačenými valenými klenbami a s věží vysokou 76 metrů. Z původní stavby, poničené požárem z roku 1699, byly zachovány některé gotické prvky. 
Působivě zařízený rokokový interiér ovládají především fresky na klenbách: Korunování Panny Marie mezi evangelisty, církevními otci a světci, které maloval Bartolomeo Altomonte. Obraz Nanebevzetí Panny Marie na hlavním oltáři namaloval opět Altomonmte, stejně jako oltářní obraz sv. Jana Nepomuckého. Šest bočních oltářů je zasvěceno zmíněnému Janu Nepomukovi, sv. Josefovi, svaté Cecílii, Andělovi-strážci,  Ukřižování Krista a Dětství Krista a Jana Křtitele. Sochařskou výzdobu a štukatury vytvořil Johann Georg Üblhör, řezbářskou výzdobu oltářů, kazatelny a prospekt varhan dodal Joseph Deutschmann. Pasovský kníže-biskup Leopold Ernst von Firmian vysvětil kostel 21. října 1764.
V téže době vzniklo nové klášterní nádvoří, kolem kterého byly umístěny refektář, kolej a klášterní knihovna v pozdně barokním stylu.
V roce 1987, 200 let po zrušení kláštera (ǃ), přešel kolegiátní kostel darovací smlouvou na místní náboženskou obece.
Klášter je veřejnosti znám svým pivovarem a výrobou bylinného likéru.